# Station Årlifoss
Station Årlifoss is een voormalig station in Årlifoss in de gemeente Notodden in fylke Telemark  in Noorwegen. Het inmiddels gesloopte station uit 1909 werd  ontworpen door Thorvald Astrup.
Årlifoss ligt aan Tinnosbanen de spoorlijn die werd aangelegd als onderdeel van de transportlijn voor de fabriek van Norsk Hydro in Vemork. De fabriek werd in 1991 gesloten, waarna het treinverkeer werd gestaakt en het station werd gesloten. 